# گمینا پژوورسک
گمینا پژوورسک (به لهستانی:  Gmina Przeworsk) یک گمینا در لهستان است که در شهرستان پژوورسک واقع شده‌است. گمینا پژوورسک ۹۱ کیلومتر مربع مساحت و ۱۴٬۷۹۱ نفر جمعیت دارد.